# Meistera mentawaiensis
Meistera mentawaiensis là một loài thực vật có hoa trong họ Gừng. Loài này được Alison Jane Droop mô tả khoa học đầu tiên năm 2014 dưới danh pháp Amomum mentawaiense. Năm 2018, Jana Leong-Škorničková và Mark Newman chuyển nó sang chi Meistera mới được phục hồi.

## Phân bố
Loài này có tại Sumatra, Indonesia.